# Ferrovia del Giant's Causeway e Bushmills

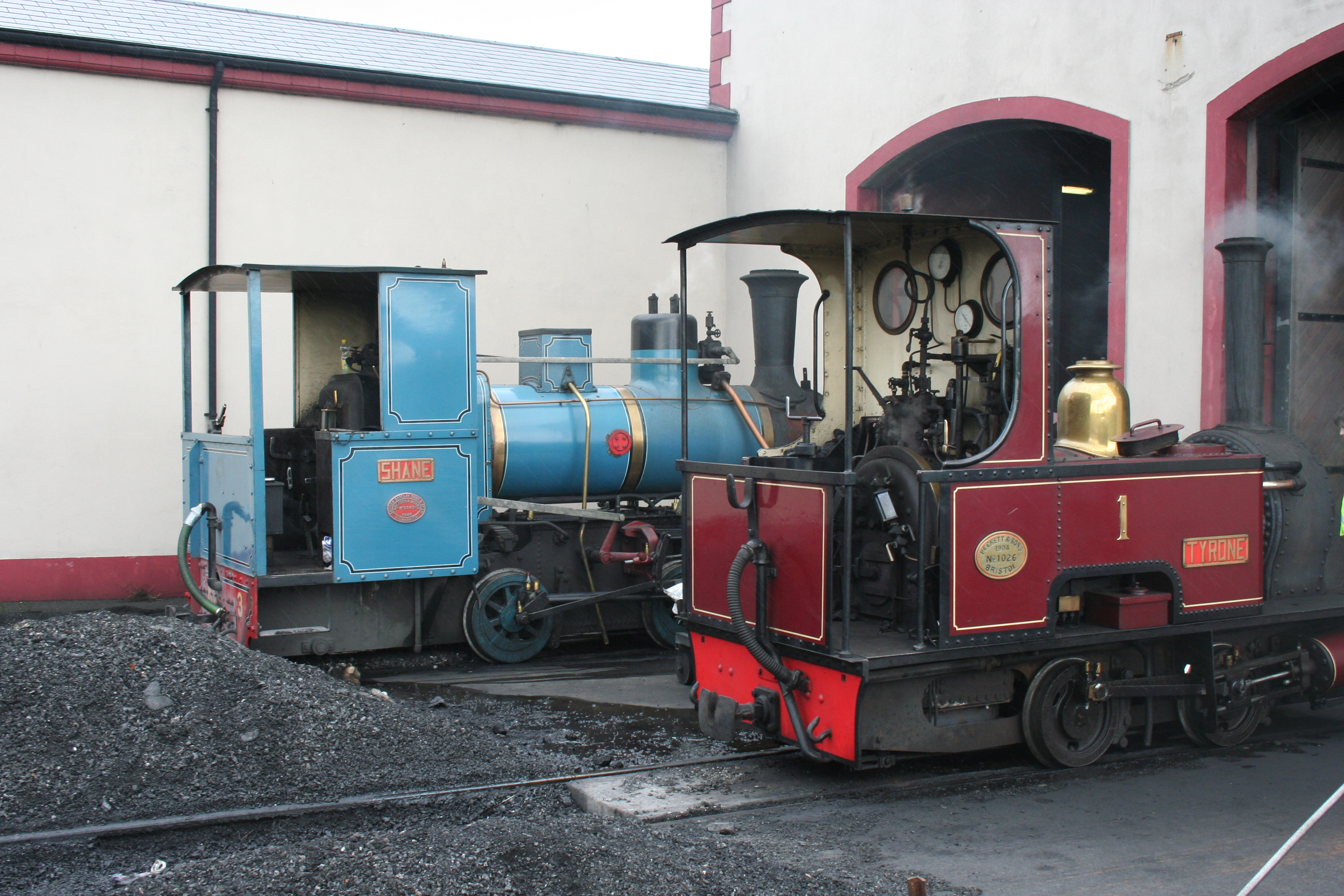
Locomotive della ferrovia

La ferrovia del Giant's Causeway e Bushmills è una linea ferroviaria nordirlandese a scartamento ridotto che collega la formazione rocciosa del Giant's Causeway con la cittadina di Bushmills.

## Il percorso
La stazione di partenza è situata nei pressi del Causeway Hotel e dispone di un singolo binario, una rimessa per locomotive e vagoni, e una piccola sala d'attesa per i passeggeri, il tutto costruito con lo stile delle stazioni ottocentesche. I binari percorrono un'area di dune sabbiose fino a un ponte che permette di attraversare il fiume Bush. Si passa poi attraverso i campi da golf di Bushfoot fino a incontrare la strada Ballaghmore Road (che collega le località di Bushmills e Portballintrae), alla quale i binari corrono in parallelo fino a raggiungere la stazione di destinazione denominata in inglese GC&BR Bushmills station, con una sola pensilina e nessun edificio. Un percorso pedonale e uno ciclabile seguono l'intero percorso della ferrovia.

## La linea originale
La Giant's Causeway Tramway era una pionieristica tramvia elettrica a scartamento ridotto attiva tra Portrush e il Giant's Causeway a partire dal 1883. Misurava 15 km di lunghezza e, alla sua inaugurazione, venne salutata come la prima tramvia elettrica del mondo. Si sviluppò fino a raggiungere la zona del Giant's Causeway solo dal 1887. La linea venne chiusa nel 1949 e in seguito smantellata.

## La nuova linea
La Giant's Causeway and Bushmills Railway Company è l'organizzazione no profit che gestisce l'impianto, attivo dal 2002. La ferrovia attuale utilizza strutture realizzate per una linea turistica chiusa nel 1994 che conduceva al Castello di Shane, nella contea di Antrim. Dal 10 luglio 2010 vengono utilizzate quattro automotrici diesel in grado di trasportare oltre 90 passeggeri. Il design di tali veicoli richiama le linee della originale tramvia. Il percorso seguito ricalca il tracciato originale e collega la cittadina di Bushmills con il Giant's Causeway, dichiarato patrimonio dell'umanità.